# Bethe Correia
Bethe Correia (Campina Grande, 22 de junho de 1983), também conhecida como "Bethe Pitbull", é uma ex-lutadora de MMA brasileira. Lutou profissionalmente por nove anos, sendo oito dentro do UFC, onde chegou a disputar o cinturão Peso-Galo, contra a então campeã Ronda Rousey. Deu adeus ao esporte aos 38 anos, em outubro de 2021, se aposentando após o duelo com a compatriota Karol Rosa. Bethe é uma das pioneiras do MMA feminino dentro e fora do UFC, ajudando a popularizar o esporte entre mulheres do mundo todo.
Nasceu em Campina Grande, no estado da Paraíba, e foi atleta da Equipe Pitbull Brothers, dos irmãos Patrício e Patricky Freire. Bethe Correia esteve invicta em nove lutas de MMA na carreira, onde venceu as veteranas Julie Kedzie, Jessamyn Duke e Shayna Baszler. A sequência de vitórias foi quebrada após o confronto com Ronda Rousey, em agosto de 2015.
Não esconde seu amor pelo Campinense Clube, clube do estado da Paraíba, clube que ela já declarou que é torcedora apaixonada.

## Carreira no MMA
Bethe começou sua carreira no MMA em 2012, conhecida como fenômeno do MMA, por começar a treinar e em 3 meses de treino fazer sua primeira luta profissional. Em 1 ano, com 5 lutas profissionais e invicta, Bethe chamou a atenção do presidente do Jungle Fight, Wallid Ismail, postando no Twitter e fazendo campanha para lutar em seu evento. Wallid decidiu retornar com luta feminina e Bethe fez o co-evento com uma veterana e conhecida por ser uma das mulheres a vencer a Cristiane Justino no MMA, a Erica Paes. Bethe venceu a luta e se tornou conhecida no Brasil e no mundo, 3 meses depois Bethe foi chamada pelo UFC.

### Ultimate Fighting Championship
Bethe fez sua estreia no UFC contra a veterana Julie Kedzie em 7 de Dezembro de 2013 no UFC Fight Night: Hunt vs. Pezão. Em uma luta muito equilibrada, Bethe foi melhor e acertou mais golpes do que Julie e venceu por decisão dividida.
Sua segunda luta foi contra a americana Jessamyn Duke, em 26 de Abril de 2014 no UFC 172. Ela venceu por decisão unânime. Em uma luta movimentada onde sua oponente tinha envergadura de 185 cm contra 164 cm de Bethe. Bethe conseguiu encurtar levando vantagem. Essa luta ficou marcada logo depois o anúncio da vitória, Bethe fez um sinal mostrando 4 dedos e abaixando um, referindo ao quarteto "Four Horse Woman" grupo de meninas que treinam com Ronda Rousey, ex-campeã da categoria. Notícia repercutiu o mundo inteiro, Bethe desafiou o grupo e a ex-campeã.
Após as provocações, Bethe foi marcada para enfrentar outro membro do "Four Horse Woman", a veterana Shayna Baszler, em 2 de Agosto de 2014 no UFC 176. As provocações continuaram quando os fãs pediram que Cristiane Justino, que já massacrou a Shayna, fosse o córner de Bethe no UFC 176, o que geraria enorme repercussão, visto que a córner de Baszler era a ex-campeã Ronda Rousey, desafeto de Justino, outra brasileira que desejava lutar com Ronda, mas como é de uma categoria acima jamais conseguiu. No entanto, devido a uma lesão de José Aldo que faria o evento principal, o evento foi cancelado e a luta entre elas foi movida para o UFC 177. Após perder o primeiro round, Bethe venceu a luta por nocaute técnico no segundo. Após a luta ela novamente desafiou a ex-campeã Ronda Rousey. Bethe ficou conhecida como "Horse woman Killer" (matadora de cavaleiras). Ronda aceitou o desafio e venceu Bethe em 34 segundos, na luta principal do UFC 190, na cidade do Rio de Janeiro, luta que valia o cinturão da categoria.
Bethe sentiu o sabor da derrota pela primeira vez, e para tentar dar a volta por cima, decidiu fazer um intercâmbio nos Estados Unidos, na academia renomada AKA, junto com grandes nomes como Daniel Cormier. Bethe voltou a lutar contra Raquel Pennington, em uma luta equilibrada perdeu por decisão dividida. Depois da luta, Bethe retorna ao Brasil e volta a suas origens, e depois de duas derrotas tem novamente luta marcada no UFC 203, contra a veterana Jessica Eye, onde conseguiu retornar ao caminho da vitória e vencer a luta por decisão dividida na cidade Natal da adversária.

## Cartel no MMA
| Cartel no MMA   |             |            |
| 17 lutas        | 11 vitórias | 5 derrotas |
| Por nocaute     | 2           | 2          |
| Por finalização | 0           | 1          |
| Por decisão     | 9           | 2          |
| Empates         | 1           | 1          |

| Res.    | Cartel | Oponente          | Método                           | Evento                                  | Data                   | Round | Tempo | Local                  | Notas                                    |
| ------- | ------ | ----------------- | -------------------------------- | --------------------------------------- | ---------------------- | ----- | ----- | ---------------------- | ---------------------------------------- |
| Derrota | 11-5-1 | Pannie Kianzad    | Decisão (unânime)                | UFC on ESPN: Whittaker vs. Till         | 25 de julho de 2020    | 3     | 5:00  | Abu Dhabi              |                                          |
| Vitória | 11-4-1 | Sijara Eubanks    | Decisão (unânime)                | UFC Fight Night: Rodríguez vs. Stephens | 21 de setembro de 2019 | 3     | 5:00  | Cidade do México       |                                          |
| Derrota | 10-4-1 | Irene Aldana      | Finalização (chave de braço)     | UFC 237: Namajunas vs. Andrade          | 11 de maio de 2019     | 3     | 3:24  | Rio de Janeiro         |                                          |
| Derrota | 10-3-1 | Holly Holm        | Nocaute (chute na cabeça e soco) | UFC Fight Night: Holm vs. Correia       | 17 de junho de 2017    | 3     | 1:09  | Kallang                |                                          |
| Empate  | 10-2-1 | Marion Reneau     | Empate (majoritário)             | UFC Fight Night: Belfort vs. Gastelum   | 11 de março de 2017    | 3     | 5:00  | Fortaleza              |                                          |
| Vitória | 10-2   | Jessica Eye       | Decisão (dividida)               | UFC 203: Miocic vs. Overeem             | 10 de setembro de 2016 | 3     | 5:00  | Cleveland, Ohio        |                                          |
| Derrota | 9-2    | Raquel Pennington | Decisão (dividida)               | UFC on Fox: Teixeira vs. Evans          | 16 de abril de 2016    | 3     | 5:00  | Tampa, Florida         |                                          |
| Derrota | 9-1    | Ronda Rousey      | Nocaute (soco)                   | UFC 190: Rousey vs. Correia             | 1 de agosto de 2015    | 1     | 0:34  | Rio de Janeiro         | Pelo Cinturão Peso Galo Feminino do UFC. |
| Vitória | 9-0    | Shayna Baszler    | Nocaute Técnico (socos)          | UFC 177: Dillashaw vs. Soto             | 30 de agosto de 2014   | 2     | 1:56  | Sacramento, California |                                          |
| Vitória | 8-0    | Jessamyn Duke     | Decisão (unânime)                | UFC 172: Jones vs. Teixeira             | 26 de abril de 2014    | 3     | 5:00  | Baltimore, Maryland    |                                          |
| Vitória | 7-0    | Julie Kedzie      | Decisão (dividida)               | UFC Fight Night: Hunt vs. Pezão         | 7 de dezembro de 2013  | 3     | 5:00  | Brisbane               | Estréia no UFC.                          |
| Vitória | 6-0    | Erica Paes        | Decisão (unânime)                | Jungle Fight 54                         | 29 de junho de 2013    | 3     | 5:00  | Barra do Piraí         |                                          |
| Vitória | 5-0    | Ju Pitbull        | Decisão (unânime)                | WCC 17                                  | 1 de junho de 2013     | 3     | 5:00  | Macapá                 |                                          |
| Vitória | 4-0    | Karol Mutante     | Nocaute Técnico (socos)          | Bokum Fight                             | 12 de abril de 2013    | 2     | 0:00  | Aracaju                |                                          |
| Vitória | 3-0    | Elaine Pantera    | Decisão (unânime)                | Heat FC 4                               | 18 de outubro de 2013  | 3     | 5:00  | Natal                  |                                          |
| Vitória | 2-0    | Danie             | Decisão (unânime)                | Fort MMA 2                              | 27 de julho de 2012    | 3     | 5:00  | Mossoró                |                                          |
| Vitória | 1-0    | Dany Fenix        | Decisão (unânime)                | First Fight Revelations                 | 31 de maio de 2012     | 3     | 5:00  | Parnamirim             |                                          |